# Blaža Klemenčič
Blaža Klemenčič (Selca, 11 maart 1980) is een Sloveens mountainbikester. Ze vertegenwoordigde haar vaderland tweemaal op rij bij de Olympische Spelen: in 2008 in Peking en 2012 in Londen. In 2004 behaalde Klemenčič de Europese titel op het onderdeel cross country.

## Erelijst
2004
- Europees kampioenschap

2005
- Europees kampioenschap
- Wereldkampioenschap

2007
- 1e in Tochni
- 1e in Alanya MTB Race

2008
- 21e Olympische Spelen
- 3e in Ornans

2010
- 4e Europees kampioenschap

2012
- 3e in Stattegg
- 1e in Samobor
- 23e Olympische Spelen
- 1e in Guiyang